# 南芦屋浜
南芦屋浜（みなみあしやはま）は、兵庫県芦屋市にある人工島である。毎年夏に、花火大会を行っている。愛称は、「潮芦屋」（しおあしや）。

## 町名
以下の4町で構成される。
- 陽光町（ようこうちょう）
- 海洋町（かいようちょう）
- 南浜町（みなみはまちょう）
- 涼風町（すずかぜちょう）

## 交通
- 阪神高速5号湾岸線南芦屋浜出入口
- 兵庫県道573号
- 兵庫県道722号
- 阪急バス南芦屋浜出張所

## 島内施設
- セブンイレブン
- 南芦屋浜病院
- 南芦屋浜駐在所
- 芦屋市総合公園
- 南芦屋浜下水処理場
- 足湯
- ミズノテニスプラザ潮芦屋
- 兵庫県立芦屋特別支援学校
- ライフガーデン潮芦屋
- 芦屋マリーナ

座標: 北緯34度42分34.3秒 東経135度18分48.4秒 / 北緯34.709528度 東経135.313444度